# Cristiano Lombardi
Cristiano Lombardi (Viterbo, 19 de agosto de 1995) es un exfutbolista italiano que jugaba como centrocampista.

## Trayectoria
Se formó en las categorías juveniles de la S. S. Lazio, en la temporada 2014-15 fue cedido al Club Trapani de la Serie B, donde jugó 12 apariciones. En la temporada 2015-16 fue a préstamo al Ancona de la Lega Pro, donde jugó 12 apariciones y anotó 4 goles.
Hizo su regreso en el primer equipo de Lazio para la temporada 2016-17, haciendo su debut en la Serie A el 22 de agosto de 2016, en el partido que ganó 4-3 contra Atalanta en el Estadio Atleti Azzurri d'Italia, donde marcó su primer gol. 
El 31 de agosto de 2017 fue cedido al recién ascendido de la Serie A, Benevento, en un contrato de una temporada.